# Chris Tucker

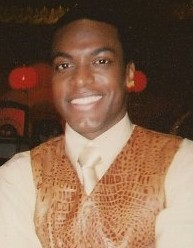
Chris Tucker

Christopher Chris Tucker (n. 31 august 1971, Atlanta, Georgia) este un actor și comedian american, cel mai bine cunoscut pentru rolul Detectivului James Carter din trilogia Ora de vârf sau pentru rolul Smokey din filmul Friday din 1995. Mai este cunoscut pentru rolul Ruby Rhod din Al cincilea element.

## Filmografie

### Filme
| An   | Film              | Rol                    | Note |
| ---- | ----------------- | ---------------------- | --- |
| 1994 | House Party 3     | Johnny Booze           | |
| 1995 | Friday            | Smokey                 | Nominalizat la - MTV Movie Award pentru Best Comedic Performance Nominalizat la - MTV Movie Award pentru Best Breakthrough Performance Nominalizat la - MTV Movie Award pentru Best On-Screen Duo (cu Ice Cube) |
| 1995 | Panther           | Bodyguard              | |
| 1995 | Dead Presidents   | Skip                   | |
| 1997 | Money Talks       | Franklin Hatchett      | Nominalizat la - Razzie Award pentru Worst New Star |
| 1997 | The Fifth Element | Ruby Rhod              | Nominalizat la - Razzie Award pentru Worst New Star |
| 1997 | Jackie Brown      | Beaumont Livingston    | |
| 1998 | Rush Hour         | Detective James Carter | Blockbuster Entertainment Awards for Favorite Duo- Action/Adventure (cu Jackie Chan) MTV Movie Award for Best On-Screen Duo (cu Jackie Chan) Nominalizat la - Image Awards for Outstanding Lead Actor in a Motion Picture Nominalizat la - Kid's Choice Awards for Favorite Movie Actor Nominalizat la - MTV Movie Award for Best Comedic Performance Nominalizat la - MTV Movie Award for Best Fight (cu Jackie Chan împotriva unei bande de chinezi) |
| 2001 | Rush Hour 2       | Detective James Carter | Kid's Choice Award pentru Favorite Movie Actor MTV Movie Award pentru Best Fight (cu Jackie Chan împotriva unei bande din Hong Kong) Nominalizat la - MTV Movie Award pentru Best Comedic Performance |
| 2007 | Rush Hour 3       | Detective James Carter | Nominalizat la - MTV Movie Award pentru Best Fight (cu Jackie Chan împotriva lui Sun Ming Ming) |

### Televiziune
| An   | Serial                  | Rol          | Episodul      |
| ---- | ----------------------- | ------------ | ------------- |
| 1992 | Hangin' with Mr. Cooper | Rapper       | 1             |
| 1992 | Def Comedy Jam          | Performer    | Not confirmed |
| 1998 | The Roseanne Show       | În rolul său | 1             |
| 2001 | Diary                   | În rolul său | 1             |
| 2006 | African American Lives  | În rolul său | 4             |
| 2006 | African American Lives  | În rolul său | 4             |